# پیشینه مخالفت با آموزش زنان در ایران
آموزش رسمی زنان در ایران از سال ۱۹۰۷ با بنیانگذاری نخستین دبستان دخترانه آغاز شد. پیشینهٔ مخالفت با آموزش زنان در ایران نیز از همان سال که بی‌بی‌خانم استرآبادی «مدرسه دوشیزگان» را بنا گذاشت آغاز گردید.

## پیش از انقلاب ۱۳۵۷
پس از آن که بی‌بی‌خانم استرآبادی «مدرسه دوشیزگان» را بنیان گذاشت به سرعت با واکنش شیخ‌فضل‌الله نوری برابر شد که آن را «اشاعه فاحشه‌خانه‌ها و افتتاح مدارس تربیت نسوان و دبستان دوشیزگان» دانست. یکی از روحانیون به نام سید علی شوشتری نیر اعلامیه چاپ کرد و نوشت این مدرسه مال زنی است که مفاسد دینیه دارد. خانه‌اش محل اجتماع هنرمندان است و در آن تار می‌زنند.
سید مجتبی نواب صفوی طلبهٔ ایرانی که پیش از انقلاب ۱۳۵۷ می‌زیست با درس خواندن دختران مخالف بود و یک بار به زور با هدف تخریب وارد مدرسهٔ دخترانه‌ای به نام ایران‌دخت شد و بنا داشت به جای آن حوزه علمیه بسازد. وی در دادگاه به دو سال حبس تأدیبی و هزار ریال غرامت نقدی محکوم می‌شود.

## پس از انقلاب ۱۳۵۷
پس از انقلاب ۱۳۵۷ تمرکز بر روی تفکیک جنسیتی در محل کار و تحصیل بوده‌است و پس از انقلاب فرهنگی محدودیت‌های فراوانی برای زنان گذاشته شد. برای نمونه بورس‌های تحصیلی دولتی برای تحصیل در خارج از کشور برای زنان مجرد عملاً ناموجود است و بورس دولتی تنها به دانشجویان متأهل داده می‌شود. همچنین امکان شرکت زنان در رشته‌های دانشگاهی مانند مهندسی معدن وجود ندارد و از سوی دیگر رشته‌هایی مانند تخصص پزشکی زنان یا مامایی مختص به زنان است. این ممنوعیت‌ها و محدودیت‌ها با آیین‌نامه سال ۱۳۷۱ شورای عالی انقلاب فرهنگی تثبیت شد. این آیین‌نامه بر نقش سنتی زنان در خانواده‌ها تأکید داشت و مشاغل خاصی مانند مامایی، تدریس، و «رشته‌هایی از پزشکی» را به‌طور ویژه برای زنان مناسب می‌دانست. از طرف دیگر بر اساس آن برخی از مشاغل مانند قضاوت و آتش‌نشانی برای زنان نامناسب اعلام شد.
در سال ۱۳۷۷ برای نخستین بار در طول تاریخ دانشگاه‌های ایران، آمارهای سازمان سنجش و آموزش کشور افزایش نسبت دختران به پسران در کنکور ورودی به دانشگاه‌ها را نشان داد. بنابراین سیاست‌های حکومتی حداقل در درازمدت به کاهش مشارکت زنان در رشته‌های دانشگاهی نیانجامید. مسعود بهنود دلیل چنین رخدادی را از بین رفتن مخالفت‌های خانواده‌های مذهبی با ورود دخترانشان به دانشگاه را می‌داند؛ زیرا که می‌پنداشتند فضای دانشگاه‌ها پس از انقلاب سالم‌تر و امن‌تر از فضای دانشگاه‌ها پیش از انقلاب است.
هم‌اکنون علیرغم تمامی محدودیت‌هایی که برای آمار با سوادی زنان به بیش از ۹۳ درصد رسیده‌است. در اردیبهشت سال ۸۲ حسین رحیمی، رئیس وقت سازمان سنجش، اعلام کرد که «در بعضی رشته‌ها پذیرش داوطلبان دختر به بیش از ۷۰ درصد رسیده‌است». او هم چنین از احتمال «ایجاد محدودیت ۵۰ درصدی در پذیرش دختران» در کنکور دانشگاه خبر داد و گفت که با ایجاد چنین محدودیتی «مشکل سربازی داوطلبان پسر جبران خواهد شد».

### سیاست‌های رهبران و نظرات روحانیون
سیاست‌های رهبران ایران حداقل در سخنرانی‌های عمومی بر ممنوعیت ورود زنان به دانشگاه نبوده‌است. برای نمونه اگر چه سید علی خامنه‌ای رهبر جمهوری اسلامی به شیخ‌فضل‌الله نوری و سید مجتبی نواب صفوی که هر دو مخالف درس خواندن دختران بوده‌اند علاقه‌مند بوده‌است، ولی وی در برخی از سخنرانی‌هایش «دختران و پسران» را به آموزش ترغیب می‌کرد و همچنین تحصیل زنان و دختران را یکی از افتخارات جمهوری اسلامی دانسته‌است که «این‌همه زن فرزانه و تحصیل‌کرده … در جامعهٔ ما وجود دارند»
محمد تقی مصباح یزدی از استادان حوزهٔ علیمهٔ قم که برخی او را روحانی تندرو به‌شمار می‌آورند در مبنا مخالف آموزش زنان نبود. وی بر این باور بود که اگر چه بهتر است زن، نامحرمی را نبیند و نامحرمی نیز زن را نبیند، اما چون تحصیل دختران امر مهم‌تری است باید تحصیل علمی را مقدم کرد «چرا که در تزاحم ارزش‌ها، باید اهم را مقدم کرد؛ البته طبعاً باید مرز حلال و حرام رعایت شود.» او آموزش زنان را مخصوصاً از این جهت ناگزیر می‌دانست که بهتر است زنان برای انجام امور پزشکی و نیازهای دیگر خود به زنان متخصص رجوع کنند. به عبارت دیگر اگر چه شرکت زنان در کلاس‌های مختلط مطلوب نیست ولی چون به این ترتیب متخصصین زن پرورش یافته و بعدا زنان برای امور پزشکی خود مجبور نیستند به پزشک مرد مراجعه کنند مطلوب است. مصباح یزدی مخالف اختلاط زنان و مردان بود و به این دلیل آموزش زنان را الزامی می‌دانست که آموزش زنان نیاز به اختلاط را از بین می‌برد.
سید محمدمهدی میرباقری از استادان حوزهٔ علمیهٔ قم و عضو مجلس خبرگان رهبری آموزش زنان را یکی از طرح‌های شکست‌خوردهٔ غرب برای خاورمیانه بزرگ می‌داند به این شکل که «طرح با سواد شدن زنان خاورمیانه … تحصیل به مفهوم غربی آن که همراه با بی‌بندوباری است مصداق کسب علم و دانشی که مدنظر اسلام است نمی‌باشد» در دیدگاه او هدف غرب از این تلاش‌ها اشاعه فحشا است و آموزش به شیوه غربی که زن را در خدمت توسعه سرمایه‌داری می‌گذارد از منکراتی هستند که اگر با آن مبارزه نشود، حیا و حجاب در نگاه نسل جوان به ضدارزش و منکر نیز به معروف تبدیل می‌شود که در این صورت مبارزه با منکر بسیار دشوار خواهد بود.

### دولت محدود احمدی‌نژاد
در بین دولت‌های پس از انقلاب دولت محمود احمدی‌نژاد سخت‌گیرانه‌ترین سیاست‌ها برای محدود کردن تحصیل زنان در دانشگاه انجام داد. محمدمهدی زاهدی وزیر علوم و آموزش عالی خواستار اسلامی‌سازی دانشگاه‌ها بودند و محمد محمدیان سخنگوی سید علی خامنه‌ای، رهبر ایران نیز مخالفت خود را با پیگیری برخی تحصیلات عالیه توسط زنان اعلام کرد. در سال ۲۰۰۹، پیگیری احمدی‌نژاد در مورد زنانه سازی بیشتر آموزش منجر به ایجاد «شورای ویژه توسعه و ترویج علوم انسانی» شد. در سال ۲۰۱۰، ایران مجدداً سیستم سهمیه‌ای را برای محدود کردن تعداد زنان قادر به ورود به تحصیلات دانشگاهی در پیش گرفت. دولت محدودیت‌هایی را برای دوازده دوره مطالعات اجتماعی، از جمله مطالعات زنان و حقوق بشر اعمال کرد، به این دلیل که «محتوای دوره‌های فعلی در ۱۲ موضوع با اصول دینی سازگار نیست و براساس مکاتب فکری غربی است.»

### مسمومیت زنجیره‌ای در مدارس دخترانه ایران
در پایان سال ۱۴۰۱ شمسی زنجیره‌ای از حملات به مدرسه‌های دخترانه صورت گرفته‌است. هنوز عاملان این رخداد مشخص نیست ولی گمانه‌زنی‌هایی دربارهٔ دخالت نیروهای مذهبی مخالف درس‌خواندن دختران انجام شده‌است. برای نمونه فاضل میبدی از استادان حوزه علمیه قم احتمال دخالت گروه‌های مذهبی افراطی هزاره‌گرایانه را داده‌است. هزاره‌گرایی یک باور آخرالزمانی است و فاضل میبدی در مصاحبه‌ای با روزنامه شرق این حملات را مشابه به حملات طالبان دانسته‌است. وزارت بهداشت نیز تأیید کرده که ماجرا عمداً و با هدف جلوگیری از تحصیل دختران روی می‌دهد که به‌طور تلویحی به احتمال دخالت گروه‌های تندروی مذهبی اشاره می‌کند.
نفیسه مرادی، دانش‌پژوه دکتری علوم قرآن و حدیث دانشگاه الزهرا در مقاله‌ای به هم‌زمانی مسمومیت‌ها با فراگیر شدن شعار زن، زندگی، آزادی در دبیرستان‌ها اشاره کرد و با توجه به این که عمده حوادث در مدارس دخترانه رخ داده‌اند «ظن خرابکاری منبعث از دیدگاه‌های طالبانی» را مطرح کرد.